# 13678 Шімада
13678 Шімада (13678 Shimada) — астероїд головного поясу, відкритий 6 липня 1997 року.
Тіссеранів параметр щодо Юпітера — 3,255.
Названо на честь Шімади (яп. しまだ(嶋田) Шімада).